# Municipio de Rockford (condado de Caldwell)
El municipio de Rockford (en inglés: Rockford Township) es un municipio ubicado en el condado de Caldwell en el estado estadounidense de Misuri. En el año 2010 tenía una población de 555 habitantes y una densidad poblacional de 5,99 personas por km².

## Geografía
El municipio de Rockford se encuentra ubicado en las coordenadas 39°34′35″N 94°8′55″O / 39.57639, -94.14861. Según la Oficina del Censo de los Estados Unidos, el municipio tiene una superficie total de 92.69 km², de la cual 92,05 km² corresponden a tierra firme y (0,68 %) 0,63 km² es agua.

## Demografía
Según el censo de 2010, había 555 personas residiendo en el municipio de Rockford. La densidad de población era de 5,99 hab./km². De los 555 habitantes, el municipio de Rockford estaba compuesto por el 95,5 % blancos, el 0,9 % eran afroamericanos, el 0,72 % eran amerindios, el 0,36 % eran asiáticos y el 2,52 % eran de una mezcla de razas. Del total de la población el 0,18 % eran hispanos o latinos de cualquier raza.